# ماریوس لاوکس
ماریوس لاوکس (انگلیسی: Marius Laux؛ زادهٔ ۷ فوریهٔ ۱۹۸۶) بازیکن فوتبال اهل آلمان است.
از باشگاه‌هایی که در آن بازی کرده‌است می‌توان به باشگاه فوتبال کیکرز اوفنباخ، باشگاه فوتبال زاربروکن، و باشگاه فوتبال کلن اشاره کرد.